# Distrettualizzazione
Nell'ambito delle reti di distribuzione di acqua si definisce distrettualizzazione la tecnica di suddividere una intera rete in distretti omogenei e territorialmente raccolti, al fine di migliorare la gestione e la manutenzione della rete.
La distrettualizzazione si ottiene sia in sede di progetto di una rete ex novo, sia, ove sia necessario procedere su di una rete esistente, individuando il confine della stessa e i punti di ingresso (ed eventualmente d'uscita) della risorsa idrica.
La distrettualizzazione può essere utile per:
- individuare e delimitare zone con livello piezometrico differente
- definire punti di misura per ottimizzare la ricerca perdite
- facilitare la determinazione del bilancio idrico di una rete
- incrementare la quantità d'acqua contabilizzata agli utenti
- isolare porzioni di rete nel caso di rotture o inquinamento per cause esterne.

La distrettualizzazione è una tecnica innovativa che rivoluziona l'approccio tradizionale che prevedeva sistemi di distribuzione idrica estesi a tutto il territorio urbano.
L'approccio tradizionale, che offre innegabili vantaggi in termini di elasticità di funzionamento e facilità nella progettazione dell'estensione delle reti, comporta un controllo meno efficiente del sistema idrico e insormontabili difficoltà nel monitoraggio puntuale delle perdite idriche.